# Serdivan
Serdivan ist eine Stadtgemeinde (Belediye) im gleichnamigen Ilçe (Landkreis) der Provinz Sakarya und gleichzeitig ein Stadtbezirk der 2000 geschaffenen Büyüksehir belediyesi Sakarya (Großstadtgemeinde/Metropolprovinz) in der Türkei. Seit der Gebietsreform 2013 ist die Gemeinde flächen- und einwohnermäßig identisch mit dem Landkreis. Serdivan ist der westliche Teil des ehemaligen zentralen Landkreises (Merkez Ilçe) der Hauptstadt Adapazarı.
Serdivan grenzt im Norden und Osten an Adapazarı, im Südosten an Arifiye, im Süden an Sapanca und im Westen an die Provinz Kocaeli. Im Süden des Kreises liegt der See Sapanca Gölü. An dessen Ufer entlang verläuft die Fernstraße D-100, die von Istanbul im Westen bis an die iranische Grenze führt.
Im Südosten des Landkreises überquert die Sangariusbrücke (auch Justiniansbrücke) einen Nebenfluss des Sakarya, in der Antike Sangarius. Zur Bauzeit der Brücke im 6. Jahrhundert überspannte sie noch den Sangarius, dessen Bett sich später nach Osten verlagerte.
Durch das Gesetz Nr. 5747 wurde 2008 der ehemalige zentrale Landkreis (Merkez Ilçe) der Provinzhauptstadt Adapazari aufgelöst und in vier Kreise aufgespalten: Adapazari, Arifiye, Erenler und eben Serdivan. Serdivan bestand derzeit aus der neugegründeten Belediye gleichen Namens sowie den zehn Dörfern (Köy) Aşağıdereköy, Beşevler, Çubuklu, Dağyoncalı, Kızılcıklı, Kuruçeşme, Meşeli, Selahiye, Uzunköy, Yeşildere und Yukarıdereköy. Fahri Keser, der erste Kaymakam (Landrat) nahm seine Tätigkeit am 1. September 2008 auf.
Die zehn Dörfer wurden im Zuge der Gebietsreform 2013 in Mahalle (Stadtviertel/Ortsteile) umgewandelt, die 14 Mahalle der Kreisstadt blieben erhalten. Den Mahalle steht ein Muhtar als oberster Beamter vor.
Ende 2020 lebten durchschnittlich 6.200 Menschen in jedem dieser 24 Mahalle, 23.773 Einw. im bevölkerungsreichsten (Arabacıalanı Mah.).

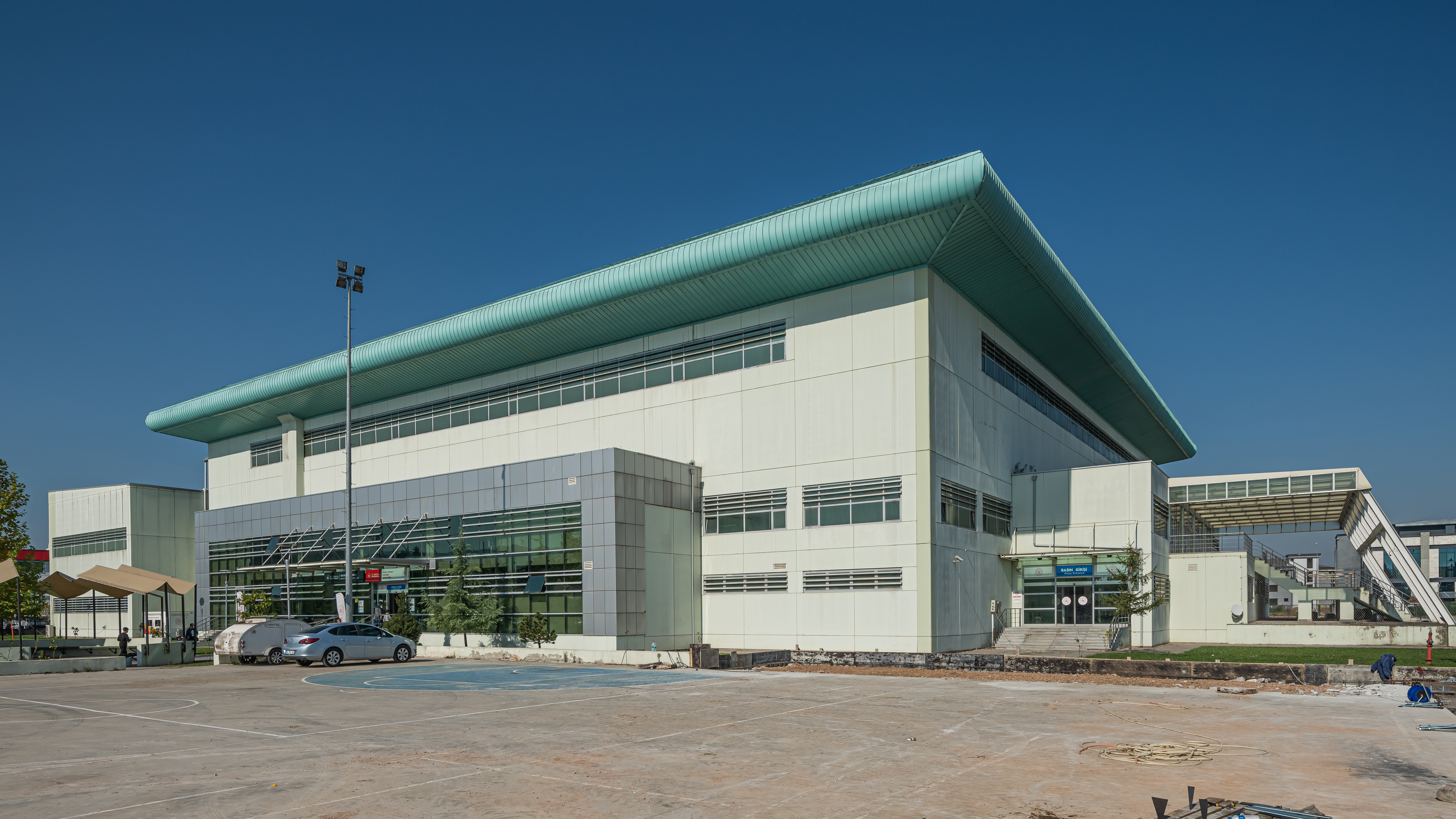
Sporthalle in Serdivan
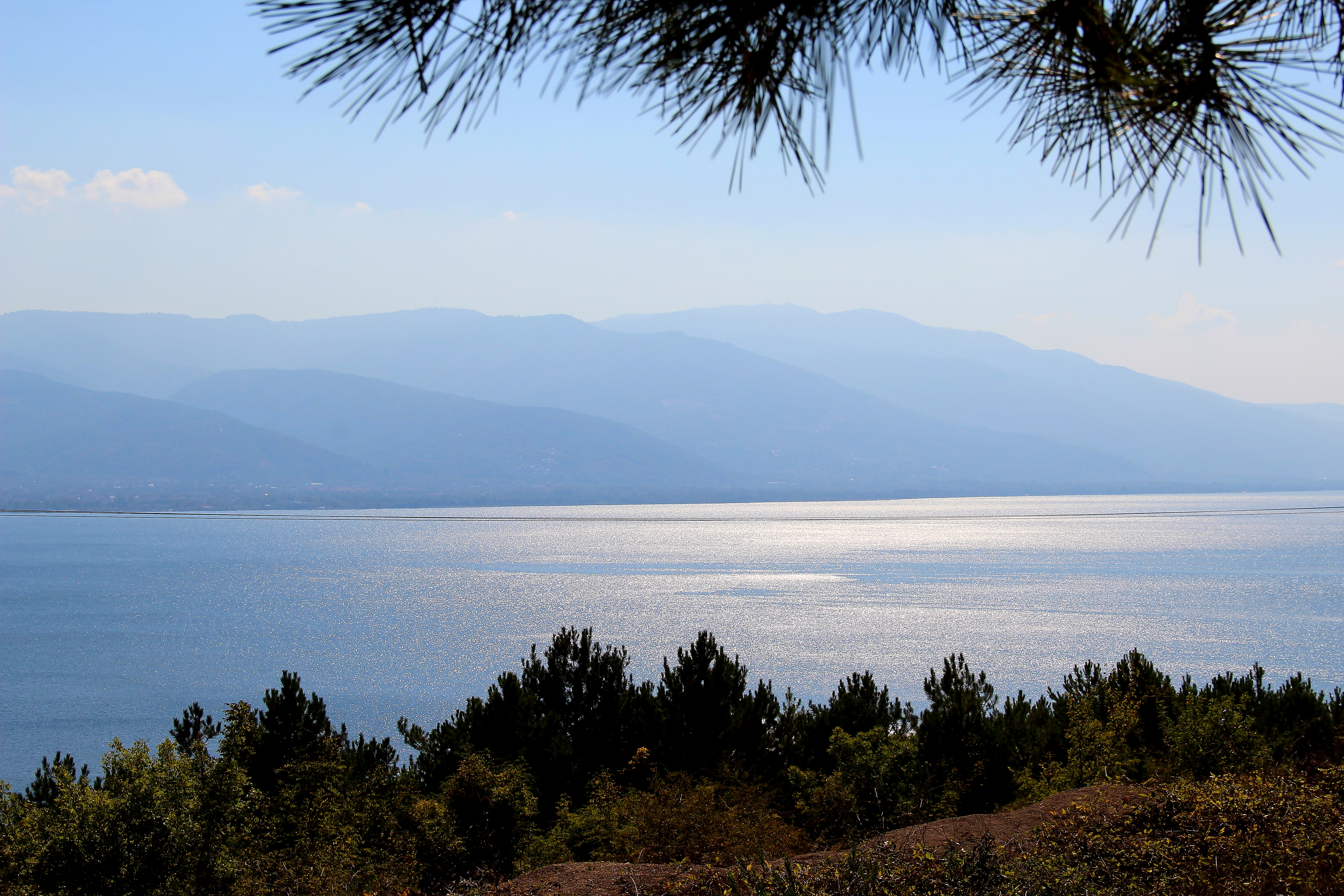
Sapanaca-See
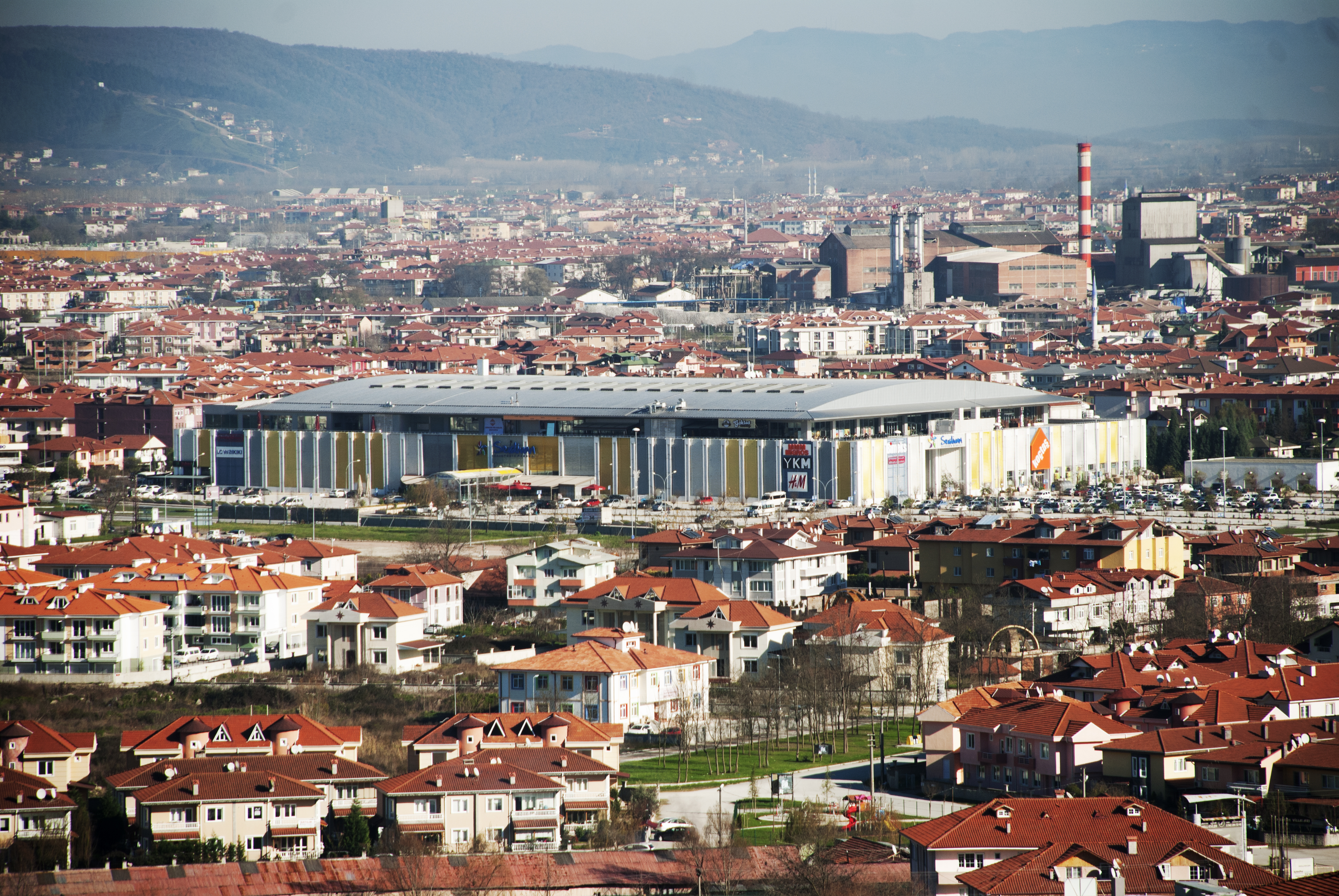
Aussicht über Serdivan